# 奧斯霍略阿南特山
13°45′13″S 71°06′00″W / 13.75361°S 71.10000°W
奧斯霍略阿南特山（Osjollo Anante），是秘魯的山峰，位於該國東南部庫斯科大區，由皮圖馬卡區和奧孔加特區負責管轄，屬於韋爾卡努塔山脈的一部分，海拔高度約5,500米。